# Лукия Девица
Света Луция, под което име е почитана от католиците и протестантите, а според православната традиция - св. мъченица Лукия девица, е християнска светица, която умира като мъченица през 304 г. по време на преследванията на християните в Римската империя при император Диоклециан.. 
Денят в памет на света Луция е на 13 декември по Юлианския календар, отговарящ на 26 декември по Григорианския и в миналото смятан за деня на зимното слънцестоене, в който света Луция „прехвърля дните“ и „носи светлина“; с това явление е свързвана поради името си, което се тълкува, като "светлина" (от латински: lux, lucis).
Смятана е за покровителка на няколко града в Италия, включително - Венеция и родния й Сиракуза, както и на карибския остров Сейнт Лусия, наречен на нея (на този остров денят й се чества, като всенароден празник). Като Ден на светлината (наричан и просто Лусия - празнувано като шествия и песнопения със свещи, често пъти, прикрепени към главите на участниците или с изненадващи шеги, или Лосси - по-скоро карнавална форма, подобна на Хелоуин, в която идеята е да се изгони тъмнината и да дойде светлината), денят в памет на Света Лусия се чества в цяла Скандинавия. Света Луция е патрон и на писателите, на болните от очни болести и от дизентерия, а се смята и че помага при болки във врата и при кървене, както и на хора, работещи с остри инструменти и на разкаяни за греховния си сексуален живот жени.

## Житие
Родена е около 283 г. в Сицилия (дн. Италия) и произхожда от богато римско семейство от Сиракуза. Баща й който умира рано и оставя голямо наследство, а майка й я отглежда самостоятелно и вероятно е християнка. Самата Луция също се покръства още в детските си години и се предполага, че е дала таен обет за безбрачие, но майка й я сгодява за богат младеж. Обаче след като матроната заболява тежко (от болест, свързана с обилно кръвотечение) и момичето успява да я излекува, обръщайки се към местната светица Агата от Катания (тогава вече мъртва, но помагаща й свише), то я убеждава да му предостави за ползване по свое усмотрение полагащата му се зестра. Девойката бързо се разделя с това богатство, раздавайки го на бедните. С това обезсмисля женитбата им, от гледна точка на своя годеник, за когото това е брак по сметка.
Разгневен от загубата, той донася на властите, че Луция е християнка. Тя е арестувана и измъчвана, за да се откаже от вярата си и впоследствие е убита, но не е обезглавена, а пронизана в гърлото с меч и, според легендата, оцелява още някое време, през което взема последно причастие.
Междувременно тя губи, но после по чудотворен начин възвръща зрението си. За това има 2 основни предания. Според едното някакъв поклонник на нейната красота я изкушава с възхищението си, което проявява към очите й и тя, за да опази девствеността си, сама си ги избожда. Другата е свързана с патилата й по повод религията й и според нея присъдата над Лукия е да бъде затворена в публичен дом и принудена да проституира. Според някои версии до това не се стига, защото тялото й непреодолимо натежава и с никакви средства не могат да я завлекат там, но според други за да се избави от всякаква вероятност да бъде обладана, девойката се обезобразява, изваждайки очите си. При всички случаи, когато опасността отпада, тя получава нови очи. Първоначалните й очи на нейните изображенията й стоят в чиния, а други нейни атрибути са палмова вейка, венец, меч, книга (вероятно като символ на просвещението) и маслена лампа.

## Мощи на Луция
Мощите на светицата са укривани дълго от мюсюлманските владетели на Сицилия и остават погребани в катакомбите на град Сиракуза до превземането на града от византийския пълководец Георги Маниак (1040 г.), който взема по-голямата част от тях със себе си в Константинопол. На Сицилия е оставено само нейно ребро и лявото й рамо.
През 1204 г., по време на Четвърти кръстоносен поход, мощите на света Луция са пренесени от Константинопол във Венеция, където са поставени в новоизградена църква, наречена на нейно име. През 1861 г. църквата е разрушена, за да се построи железопътната гара на Венеция, също наречена на нея. Мощите на светицата са пренесени в съседната църква „San Geremia“, където остават. През 1955 г. тогавашния епископ на Венеция Анджело Ронкали, по-късно папа Йоан XXIII, покрива мумифицираното лице на светицата със сребърна маска.